# Felix Tangawarima
Felix Tangawarima (Harare, 23 de março de 1958) é um árbitro do Zimbabwe.

## Carreira
Ele oficializou a grandes competições:
- Copa COSAFA 1997 (1 jogo)
- Copa COSAFA 1998 (1 jogo)
- Copa das Nações Africanas de 2000 (2 jogos)
- Jogos Olímpicos de Verão de 2000 (2 jogos)
- Copa das Confederações de 2001 (1 jogo)
- Copa das Nações Africanas de 2002 (2 jogos)
- Campeonato Europeu de Futebol Sub-21 de 2002 (1 jogo)